# Giá Rai
Giá Rai là một phường thuộc tỉnh Cà Mau, Việt Nam.

## Địa lý
Phường Giá Rai có vị trí địa lý:
- Phía đông giáp phường Láng Tròn
- Phía tây giáp xã Phong Thạnh
- Phía nam giáp các xã An Trạch, Đông Hải, Long Điền
- Phía bắc giáp xã Phong Hiệp và xã Vĩnh Phước.

Phường Giá Rai có diện tích 104,60 km², dân số năm 2024 là 71.149 người, mật độ dân số đạt 680 người/km²

## Hành chính
Phường Giá Rai được chia thành 23 khóm: 1, 2, 3, 3A, 4, 4A, 5, 5A, 6, 7, 18, 19, 19A, 20, 21, 22, 23, 24, 24A, 25, Hộ Phòng, Phong Thạnh, Phong Thạnh A.

## Lịch sử
Dưới thời nhà Nguyễn, Phong Thạnh là tên một thôn thuộc tổng Long Thủy, huyện Long Xuyên, phủ An Biên, tỉnh Hà Tiên.
Năm 1896, tổng Long Thủy trực thuộc hạt tham biện Bạc Liêu.
Năm 1899, tổng Long Thủy trực thuộc quận Cà Mau, tỉnh Bạc Liêu.
Ngày 24 tháng 9 năm 1938, tổng Long Thủy được sáp nhập vào quận Giá Rai. Quận lỵ Giá Rai đặt tại làng Phong Thạnh thuộc tổng Long Thủy.
Dưới thời Việt Nam Cộng hòa, xã Phong Thạnh vẫn là nơi đặt quận lỵ quận Giá Rai.
Sau năm 1975, xã Phong Thạnh thuộc huyện Giá Rai, tỉnh Bạc Liêu.
Ngày 20 tháng 9 năm 1975, Bộ Chính trị ban hành Nghị quyết số 245-NQ/TW về việc hợp nhất tỉnh Bạc Liêu, tỉnh Cà Mau và hai huyện An Biên, Vĩnh Thuận (ngoại trừ 2 xã Đông Yên và Tây Yên) của tỉnh Rạch Giá thành một tỉnh mới, tên gọi tỉnh mới cùng với nơi đặt tỉnh lỵ sẽ do địa phương đề nghị lên.
Ngày 20 tháng 12 năm 1975, Bộ Chính trị ban hành Nghị quyết số 19/NQ về việc hợp nhất tỉnh Bạc Liêu và tỉnh Cà Mau thành một tỉnh mới, tên gọi tỉnh mới cùng với nơi đặt tỉnh lỵ sẽ do địa phương đề nghị lên.
Ngày 24 tháng 2 năm 1976, Chính phủ Cách mạng Lâm thời Cộng hòa miền Nam Việt Nam ban hành Nghị định số 3/NQ/1976 về việc hợp nhất tỉnh Bạc Liêu và tỉnh Cà Mau thành một tỉnh mới, lấy tên là tỉnh Bạc Liêu – Cà Mau. Xã Phong Thạnh thuộc huyện Giá Rai, tỉnh Bạc Liêu – Cà Mau.
Ngày 10 tháng 3 năm 1976, Chính phủ ban hành Nghị quyết về việc thành lập tỉnh Minh Hải trên cơ sở đổi tên tỉnh Bạc Liêu – Cà Mau. Xã Phong Thạnh thuộc huyện Giá Rai, tỉnh Minh Hải.
Ngày 4 tháng 4 năm 1979, Hội đồng Chính phủ ban hành Quyết định số 142-CP về việc:
- Thành lập thị trấn Giá Rai – thị trấn huyện lỵ của huyện Giá Rai trên cơ sở tách một phần diện tích và dân số của xã Phong Thạnh và xã Long Điền.
- Thành lập thị trấn Hộ Phòng thuộc huyện Giá Rai trên cơ sở một phần của xã Phong Thạnh và một phần của xã Long Điền.
- Chia xã Phong Thạnh thành 4 xã: Thạnh Hòa, Thạnh Phú, Thạnh Bình, Phong Thạnh.

Ngày 14 tháng 2 năm 1987, Hội đồng Bộ trưởng ban hành Quyết định số 33B-HĐBT về việc:
- Giải thể xã Thạnh Hòa để sáp nhập vào xã Phong Thạnh và xã Thạnh Phú.
- Đổi tên xã Thạnh Phú thành xã Thành Hòa.

Xã Phong Thạnh có 3.555 ha đất và 7.145 nhân khẩu.
Xã Thạnh Hòa có 1.656 ha đất và 3.310 nhân khẩu.
Ngày 13 tháng 4 năm 1991, Ban Tổ chức – Cán bộ của Chính phủ ban hành Quyết định số 183/QĐ-TCCP về việc sáp nhập xã Thạnh Hòa vào xã Phong Thạnh.
Ngày 6 tháng 11 năm 1996, Quốc hội ban hành Nghị quyết về việc chia tỉnh Minh Hải thành tỉnh Bạc Liêu, tỉnh Cà Mau. Khi đó, thị trấn Giá Rai, thị trấn Hộ Phòng và xã Phong Thạnh thuộc huyện Giá Rai, tỉnh Bạc Liêu.
Ngày 24 tháng 12 năm 2001, Chính phủ ban hành Nghị định số 98/2001/NĐ-CP về việc thành lập huyện Đông Hải thuộc tỉnh Bạc Liêu. Khi đó, thị trấn Giá Rai, thị trấn Hộ Phòng và xã Phong Thạnh thuộc huyện Giá Rai.
Ngày 24 tháng 12 năm 2003, Chính phủ ban hành Nghị định số 166/2003/NĐ-CP về việc thành lập xã Phong Thạnh A thuộc huyện Giá Rai trên cơ sở 3.800 ha diện tích tự nhiên và 9.271 nhân khẩu của xã Phong Thạnh.
Sau khi điều chỉnh địa giới hành chính, xã Phong Thạnh còn lại 4.124 ha diện tích tự nhiên và 10.061 nhân khẩu.
Ngày 2 tháng 8 năm 2013, Bộ Xây dựng ban hành Quyết định số 717/QĐ-BXD về việc công nhận đô thị Hộ Phòng – Giá Rai là đô thị loại IV.
Ngày 15 tháng 5 năm 2015, Ủy ban Thường vụ Quốc hội ban hành Nghị quyết số 930/NQ-UBTVQH13 về việc:
- Thành lập thị xã Giá Rai thuộc tỉnh Bạc Liêu.
- Thành lập Phường 1 thuộc thị xã Giá Rai trên cơ sở toàn bộ 1.186,60 ha diện tích tự nhiên và 16.906 người của thị trấn Giá Rai.
- Thành lập phường Hộ Phòng thuộc thị xã Giá Rai trên cơ sở toàn bộ 1.195,22 ha diện tích tự nhiên và 19.475 người của thị trấn Hộ Phòng.
- Xã Phong Thạnh và xã Phong Thạnh A thuộc thị xã Giá Rai.

Ngày 23 tháng 11 năm 2020, HĐND tỉnh Bạc Liêu ban hành Nghị quyết số 30/NQ-HĐND về việc sáp nhập Ấp 25 vào Ấp 24.
Ngày 27 tháng 11 năm 2024, UBND thị xã Giá Rai ban hành Quyết định số 4386/QĐ-UBND về việc công nhận phường Hộ Phòng đạt chuẩn "Đô thị văn minh" năm 2024 (giai đoạn 2023 – 2024).
Tính đến ngày 31/12/2024:
- Phường 1 có 5 khóm: 1, 2, 3, 4, 5.
- Phường Hộ Phòng có 5 khóm: 1, 2, 3, 4, 5.
- Xã Phong Thạnh có 7 ấp: 19, 19A, 20, 21, 23, 24, 25.
- Xã Phong Thạnh A có 6 ấp: 3, 4, 4A, 18, 22, 24.

Ngày 12 tháng 6 năm 2025, Quốc hội ban hành Nghị quyết số 202/2025/QH15 về việc sắp xếp đơn vị hành chính cấp tỉnh (nghị quyết có hiệu lực từ ngày 12 tháng 6 năm 2025). Theo đó, sáp nhập tỉnh Bạc Liêu vào tỉnh Cà Mau.
Ngày 16 tháng 6 năm 2025, Ủy ban Thường vụ Quốc hội ban hành Nghị quyết số 1655/NQ-UBTVQH15 về việc sắp xếp các đơn vị hành chính cấp xã của tỉnh Cà Mau năm 2025 (nghị quyết có hiệu lực từ ngày 16 tháng 6 năm 2025). Theo đó, thành lập phường Giá Rai thuộc tỉnh Cà Mau trên cơ sở toàn bộ 11,76 km² diện tích tự nhiên, quy mô dân số là 21.974 người của Phường 1; toàn bộ 12,08 km² diện tích tự nhiên, quy mô dân số là là 22.917 người của phường Hộ Phòng; toàn bộ 46,07 km² diện tích tự nhiên, quy mô dân số là 14.090 người của xã Phong Thạnh và toàn bộ 34,69 km² diện tích tự nhiên, quy mô dân số là 12.168 người của xã Phong Thạnh A thuộc thị xã Giá Rai, tỉnh Bạc Liêu.
Phường Giá Rai có 104,60 km² diện tích tự nhiên và quy mô dân số là 71.149 người.
Ngày 25 tháng 7 năm 2025, HĐND phường Giá Rai ban hành Nghị quyết số 06/NQ-HĐND về việc:
- Đổi tên Khóm 1 thuộc Phường 1 cũ thành Khóm 1 thuộc phường Giá Rai.
- Đổi tên Khóm 2 thuộc Phường 1 cũ thành Khóm 2 thuộc phường Giá Rai.
- Đổi tên Khóm 3 thuộc Phường 1 cũ thành Khóm 3 thuộc phường Giá Rai.
- Đổi tên Khóm 4, Phường 1 cũ thành Khóm 4 thuộc phường Giá Rai.
- Đổi tên Khóm 5 thuộc Phường 1 cũ thành Khóm 5 thuộc phường Giá Rai.
- Đổi tên Khóm 1 thuộc phường Hộ Phòng cũ thành Khóm 1A thuộc phường Giá Rai.
- Đổi tên Khóm 2 thuộc phường Hộ Phòng cũ thành Khóm Hộ Phòng thuộc phường Giá Rai.
- Đổi tên Khóm 3 thuộc phường Hộ Phòng cũ thành Khóm 3A thuộc phường Giá Rai.
- Đổi tên Khóm 4 thuộc phường Hộ Phòng cũ thành Khóm 4A thuộc phường Giá Rai.
- Đổi tên Khóm 5 thuộc phường Hộ Phòng cũ thành Khóm 5A thuộc phường Giá Rai.
- Đổi tên Ấp 3 thuộc Phong Thạnh A cũ thành Khóm 6 thuộc phường Giá Rai.
- Đổi tên Ấp 4 thuộc xã Phong Thạnh A cũ thành Khóm Phong Thạnh A thuộc phường Giá Rai.
- Đổi tên Ấp 4A thuộc xã Phong Thạnh A cũ thành Khóm 7 thuộc phường Giá Rai.
- Đổi tên Ấp 15 thuộc xã Phong Thạnh A cũ thành Khóm 18 thuộc phường Giá Rai.
- Đổi tên Ấp 19 thuộc xã Phong Thạnh cũ thành Khóm Phong Thạnh thuộc phường Giá Rai.
- Đổi tên Ấp 19A thuộc xã Phong Thạnh cũ thành Khóm 19A thuộc phường Giá Rai.
- Đổi tên Ấp 20 thuộc xã Phong Thạnh cũ thành Khóm 20 thuộc phường Giá Rai.
- Đổi tên Ấp 21 thuộc xã Phong Thạnh cũ thành Khóm 21 thuộc phường Giá Rai.
- Đổi tên Ấp 22 thuộc xã Phong Thạnh A cũ thành Khóm 22 thuộc phường Giá Rai.
- Đổi tên Ấp 23 thuộc xã Phong Thạnh cũ thành Khóm 23 thuộc phường Giá Rai.
- Đổi tên Ấp 24 thuộc xã Phong Thạnh A cũ thành Khóm 24 thuộc phường Giá Rai.
- Đổi tên Ấp 24 thuộc xã Phong Thạnh cũ thành Khóm 24A thuộc phường Giá Rai.
- Đổi tên Ấp 25 thuộc xã Phong Thạnh cũ thành Khóm 25 thuộc phường Giá Rai.

Phường Giá Rai có 23 khóm: 1, 2, 3, 3A, 4, 4A, 5, 5A, 6, 7, 18, 19, 19A, 20, 21, 22, 23, 24, 24A, 25, Hộ Phòng, Phong Thạnh, Phong Thạnh A.